# 襄樊之战
襄樊之战是中國南宋与元朝之间战争的一次重要战役。因南宋一直以来有长江作天险，元将郭侃、郝經認為攻宋戰略需自漢水重兵突破，刘整向忽必烈献计取襄阳以攻宋，建议受到采纳，开始準備大戰。
咸淳四年（1268年），忽必烈命令刘整、阿朮兵困襄阳和樊城（今湖北襄阳），守將是呂文德、呂文煥兄弟，呂文德是南宋權相賈似道的親信。
第二年，忽必烈又派丞相史天泽助战。蒙古军在襄、樊二城四周修筑城围，并封锁汉水，多次打退南宋援军。咸淳六年（1270年），李庭芝督战增援襄，不利。由于襄、樊长期被围困，粮饷断绝，而与此同时宋度宗却依旧终日淫乐不理政事。
咸淳八年（1272年），李庭芝进驻郢州（今湖北钟祥），以张顺、张贵为统帅。同年五月，二张率师逆汉水而上，冲破元军重围，箭射傷蒙副帥劉整並于25日抵襄。入襄后，张贵率军突围，卻大败而回。战斗中张贵重伤被俘，至死不屈。至此南宋5年8次15萬水兵為主的救援通通失敗。
蒙帥阿朮及河南行省史天澤聽萬戶張弘範、水軍總管張禧，加蒙萬山新訓水兵70,000發動對襄樊水陸夾擊。又使阿老瓦丁和亦思馬因所制回回炮攻城，樊城破。
咸淳九年（1273年）正月，元军破樊城后大开殺戒，吕文焕陣前號哭不已。南宋守将范天顺誓死不投降，终自缢身亡；牛富率百余勇士巷战，重伤投火自尽。蒙古军帥阿朮感慨，遂保证襄陽投降後可全城安全，之后襄阳宋将吕文焕為免元军屠城，在元軍保证不屠殺后投降元朝。襄樊失守，使元军得以越过长江，引致南宋最终灭亡。

## 以此為題材的文藝作品
- 在金庸「射鵰三部曲」中，武林俠侶郭靖和黃蓉兩夫妻死守襄陽城數十年，最終在城破时與兒子郭破虜一同以身殉国。
- 在李國立製作電視連續劇《天涯織女》，亦有提及到襄樊之戰。
- 由遺跡娛樂製作，微軟在2021年發行的的即時戰略遊戲世紀帝國IV中，蒙古帝國的戰役關卡「襄陽之殞落」則提及此戰役。